# Sara Takatsuki
Sara Takatsuki (jap. 高月 彩良, Takatsuki Sara; * 10. August 1997 in der Präfektur Kanagawa) ist eine japanische Schauspielerin, Model und Sängerin. Sie gehörte zu der japanischen Girlgroup bump.y.

## Filmografie

### Doramas
- 2008: TSC Tokyo Girl
- 2009: Otomen -natsu-
- 2009: Otomen -aki-
- 2009: Shoukoujo Seira
- 2010: Toubou Bengoshi
- 2011: Saijo no Meii
- 2012: Black Board -jidai to tatakatta kyoushitachi-
- 2012: GTO
- 2016: Toki wo kakeru shoujo <The Girl Who Leapt Through Time>
- 2016: Ishikawa Goemon

### Filme
- 2009: Yoru no kuchibue
- 2012: Joker Game
- 2013: GOGO♂ Ikemen 5
- 2013: Daily Lives of High School Boys
- 2014: Boku wa Tomodachi ga Sukunai
- 2014: Erinnerungen an Marnie
- 2015: Strayer's Chronicle

### Theaterstücke
- 2011: Shinsetsu tennichibousoudou
- 2012: BASARA